# Die Tragödie des Teufels
La Tragédie du Diable
Die Tragödie des Teufels (La Tragédie du Diable) est un opéra du compositeur hongrois Péter Eötvös avec un livret d'Albert Ostermaier, créé en 2010 à Munich. L'histoire, inspirée librement de La Tragédie de l'homme (1861) de Imre Madách, tourne autour de la figure mythologique de Lilith et sa confrontation avec Lucifer dans le cadre de du récit d'Adam et Eve.

## Historique
Die Tragödie des Teufels, commande du Bayerische Staatsoper de Munich via son directeur Nikolaus Bachler, est le sixième opéra de Péter Eötvös. Ils confient l'écriture du livret au dramaturge allemand Albert Ostermaier, qui a auparavant produit deux livrets d'opéra, et qui adapte La Tragédie de l'homme (1861) de Imre Madách. Le compositeur a par ailleurs travaillé auparavant sur cette pièce en 1964 en en faisant une musique de scène.
Die Tragödie des Teufels est créé le 22 février 2010 à Munich au Bayerische Staatsoper sous la direction du compositeur et de Christopher Ward avec le Bayerisches Staatsorchester, dans une mise en scène de Balazs Kovalik avec des décors d'Ilia et Emilia Kabakov. Pour la création, la scène présente une sorte d'escalier monumental qui tourne sur elle-même. Les costumes sont inspirés d'une esthétique post-apocalyptique. Les représentations, sans être couvertes de succès, obtiennent un accueil chaleureux de la part du public,. La production est reprise pour une représentation au théâtre national de Munich dans le cadre du Münchner Opernfestspiele (en) en juillet.

## Description
Die Tragödie des Teufels est un opéra sous-titré « comico-utopique » en deux parties et douze scènes en allemand d'une heure et quarante minutes environ. Il est prévu qu'un ensemble instrumental (notamment les percussions) se trouve dans la fosse tandis qu'un orchestre joue depuis l'arrière de la scène, derrière une toile de tulle.
Le livret est inspiré librement de La Tragédie de l'homme (surnommé le « Faust hongrois », pièce de 1861 de Imre Madách, bien que qu'il fasse également explorer différents lieux par Adam et Lucifer. Il explore une relation entre Lilith, ici sous le nom de Lucy, avec le diable Lucifer, qu'il imagine en double féminin. Lucy, en combat avec Lucifer, sacrifie Eva au serpent, afin de dominer Adam et de devenir son égal.
L'inspiration théâtrale de l'opéra est forte : en plus de l'adaptation de la pièce, certains passages sont abordés de la même manière qu'une comédie jouée et quelques phrases sont déclamés par les personnages au milieu du reste du chant.

### Rôles
Les rôles de Die Tragödie des Teufels sont les suivants, :
| Rôle            | Tessiture          | Créateur                                            |
| --------------- | ------------------ | --------------------------------------------------- |
| Eva             | soprano            | Cora Burggraaf                                      |
| Lucy            | mezzo-soprano      | Ursula Hesse von den Steinen                        |
| Adam            | ténor              | Topi Lehtipuu                                       |
| Lucifer         | baryton            | Georg Nigl                                          |
| Die Jeriko      | soprano            | Julie Kaufmann                                      |
| Die drei Rumata | soprano/mezzo/alto | Elena Tsallagova/Heike Grötzinger/ Annamária Kovács |
| Der Skelton     | ténor              | Kevin Conners                                       |
| Der Strugatzi   | baryton            | Christoph Pohl                                      |
| Der L           | baryton            | Nikolay Borchev                                     |
| Der Arkanar     | baryton            | Christian Rieger                                    |
| Der Boris       | basse              | Wolfgang Bankl                                      |

### Instrumentation
L'instrumentation de Die Tragödie des Teufels comprend l'effectif détaillé suivant :
- Vents : 3 flûtes, 3 hautbois, 3 clarinettes, 3 bassons ;
- cuivres : 4 cors, 3 trompettes, 3 trombones, tuba ;
- 4 percussionnistes, harpe, accordéon, piano, célesta ;
- cordes : 15 violons, 13 violons II, 11 altos, 9 violoncelles, 7 contrebasses.